# Lalín (parroquia)
Lalín (oficialmente Santa María das Dores de Lalín) es una parroquia española del municipio de Lalín, perteneciente a la provincia de Pontevedra, en la comunidad autónoma de Galicia. En 2022, tenía empadronados 11 506 habitantes.
La parroquia de Lalín fue creada en 1890 por el arreglo parroquial que decretó Gregorio Aguirre García, obispo de Lugo. Ello supuso en Deza:
1. Donramiro pasó de parroquia a ser anejo de Lalín.
2. Quedaron definitivamente suprimidas las parroquias de San Martín de Lalín de Arriba y San Cristóbal de Pena.